# 10510 Maxschreier
A 10510 Maxschreier (ideiglenes jelöléssel 1989 GQ4) a Naprendszer kisbolygóövében található aszteroida. Eric Walter Elst fedezte fel 1989. április 3-án.